# المرأة من أجل المرأة عالميا
المرأة من أجل المرأة عالميا WfWI هي مؤسسة إنسانية غير ربحية تقدم الدعم العملي والمعنوي للنساء الناجين من الحرب. يساعد WfWI هؤلاء النساء على إعادة بناء حياتهن بعد خراب الحرب من خلال برنامج مدته عام كامل يبدأ بمساعدات مالية مباشرة ومشورة عاطفية ويشتمل على المهارات الحياتية (على سبيل المثال، محو الأمية والحساب) تدريب إذا لزم الأمر، التوعية بحقوق التثقيف، التثقيف الصحي، مهارات العمل التدريب وتطوير الأعمال الصغيرة. تأسست المنظمة في عام 1993 من قبل زينب سلبي، وهي أمريكية عراقية هي نفسها من الناجين من الحرب الإيرانية العراقية وزوجها السلبي في ذلك الوقت أمجد عطا الله. من عام 2012 إلى عام 2014، قادت WfWI Afshan Khan ، وهي مسؤولة تنفيذية سابقة منذ فترة طويلة مع منظمة اليونيسيف، وأصبحت أول رئيس تنفيذي جديد لـ WFWI منذ تنحي زينب Salbi مؤسسها لتكريس مزيد من الوقت للكتابة  والمحاضرة، لوري آدمز هي الرئيس الحالي.
يقع مقر الاتحاد في واشنطن العاصمة، ولديه أيضا مكاتب تنفيذية / جمع تمويل في لندن ومكاتب برنامجية في ثمانية بلدان في مرحلة ما بعد الصراع: أفغانستان (البرنامج الافتتاحي 2002)؛ البوسنة والهرسك (1994)؛ جمهورية الكونغو الديمقراطية (2002)؛ العراق (2003)؛ كوسوفو (1999)؛ نيجيريا (2000)؛ رواندا (1997)؛ وجنوب السودان (2006).

## التاريخ
تأسّست منظمة «نساء من أجل النساء الدولية» من قبل الزوجة والزوجة، زينب صلبي وأمجد عطا الله، اللذان كانا متحمسين للعمل بعد تعلم محنة النساء في مخيمات الاغتصاب أثناء الحروب اليوغسلافية وبطء استجابة المجتمع الدولي. وقد أطلق الاتحاد نشاطه من خلال إنشاء روابط «شقيقة شقيقة» بين الرعاة في الولايات المتحدة والنساء الناجيات من الحرب في البوسنة والهرسك.
في عامها الأول، عملت منظمة WfWI بثماني نساء، ووزعت حوالي 9000 دولار في شكل مساعدات مباشرة. ومع اكتساب المنظمة للخبرة، أصبح موظفوها يفهمون أن المساعدة المالية وحدها لم تكن استجابة كافية للنساء اللواتي فقدن كل شيء. كما احتاجت النساء الناجيات من الحرب، لا سيما أولئك الذين تركوا أرامل، إلى فهم حقوقهم وإمكاناتهم كنساء، وتطوير مهارات قابلة للتسويق، وإيجاد طريقة لتوليد دخل ثابت.

## آليات العمل
النساء من أجل النساء يلتحق المشاركون الدوليون ببرنامج مدته عام يهدف إلى مساعدتهم على اكتساب المهارات والثقة والشفاء النفسي والدعم المتبادل اللازم لإعادة بناء حياتهم بعد الحرب. يتم وضع النساء المشاركات في مجموعات (عادة حوالي 25) والتي تصبح شبكة دعم دائمة. تمر كل مجموعة ببرنامج تعليمي للتعرف على حقوقها ودورها في الحياة الاقتصادية والاجتماعية والمدنية لمجتمعاتها. يتعلمون عن ممارسات الصحة والعافية. أولئك الذين يحتاجون إليها يتلقون تدريباً أساسياً على القراءة والكتابة والحساب لمساعدتهم على الاستعداد للطبقة الثانية من البرنامج.
بعد ذلك، تتلقى كل امرأة تدريبًا مهنيًا وتدريبًا تجاريًا متوافقًا مع أهداف واضحة وضعتها هي نفسها في خطة المشارك الفردي. تم تصميم هذه المرحلة من التدريب لتعزيز المهارات الحالية وإدخال مهارات جديدة في كل من المجالات التقليدية وغير التقليدية. تشرك المهارات المهنية المرأة في الزراعة والثروة الحيوانية وتجهيز الأغذية ووظائف مختلفة في صناعة الخدمات والمنسوجات والحرف اليدوية وغيرها من سبل العيش.
اعتبارا من 30 يونيو 2011، صرف WfWI مبلغ 103 مليون دولار إلى حوالي 317,000 امرأة. يتم الدفع للبرنامج من خلال مزيج من الرعاية الفردية المباشرة «الأخت إلى الأخت» والمنح من الجهات المانحة الحكومية والمتعددة الأطراف والمؤسسية والشركات والأفراد.

## النتائج الرئيسية والمؤشرات
قسم الرصد والتقييم الداخلي للمرأة (M & E) يقيس أداء WfWI مقابل أربعة نتائج رئيسية: النساء يكسبن دخلاً؛ النساء على ما يرام، المرأة صانعي القرار. والنساء لديهن شبكات أمان نتائج الرصد والتقييم اعتبارًا من سبتمبر 2011:
1. المرأة تكسب دخلها:
الهدف: من خلال برامج المهارات المهنية في WfWI ، تحصل النساء على تدريب على المهارات القائمة على السوق، وخدمات توظيف الوظائف وموارد الشركات الناشئة.
```
المتحقق فعليا:
```

متوسط الدخل اليومي:
- في المتوسط، يبلغ الخريجين متوسط دخل يومي قدره 1.44 دولار، مقارنة بـ 0.37 دولار عند التسجيل.
مدخرات
- في المتوسط، أشار 88٪ من الخريجين إلى وجود بعض المدخرات، مقارنة بنسبة 26٪ عند التسجيل.
2. النساء على ما يرام
الهدف: يزيد الخريجون من معرفتهم وممارساتهم في السلوكيات التي تعزز الصحة، بما في ذلك الصحة الإنجابية والتغذية وإدارة الإجهاد.
فعليا:
الثقافة الغذائية:
- في المتوسط، ذكر 91٪ من الخريجين أن لديهم معرفة بالتغذية الجيدة، مقارنة بـ 31٪ عند التسجيل.
3. المرأة صانعة القرار
الهدف: برنامج تعليم حقوق WfWI ويزود النساء بالمعرفة والمهارات اللازمة للوصول إلى الفرص المتاحة لهم، مثل الحصول على السيطرة على الأرض، أو المشاركة في المجتمع وصنع القرار الوطني.
فعليا:
معرفة الحقوق
- عند التخرج، أبلغ 95٪ من النساء عن معرفة حقوقهن وفهمها، مقارنة بـ 28٪ فقط عند التسجيل.
4. النساء لديهن شبكات اجتماعية وشبكات أمان
الهدف: عند التخرج، تساعد النساء من أنفسهن وبالتضامن مع الآخرين، في دعم قضية المرأة من خلال الترويج للاحتياجات والرغبات المشتركة والدعوة لها.
الفعلية:
المشاركة في الشبكات الاجتماعية أو مجموعات الأمان
- عند التخرج، أفاد 59 ٪ من النساء المشاركة في الشبكات الاجتماعية أو الجماعات، مقارنة مع 28 ٪ فقط في الالتحاق.

## نشاطات أخرى
إلى جانب خدمتها المباشرة للنساء المشاركات في برنامج المرأة، تستخدم منظمة النساء من أجل النساء صوتها لتثقيف الجمهور حول آثار الحرب على النساء، خاصة حول استخدام الاغتصاب الجماعي كسلاح للحرب.وتسعى WfWI أيضًا إلى زيادة الوعي بالدور الفريد الذي تلعبه المرأة في دفع عجلة السلام في المجتمع، ولقد شهدت قيادة الاتحاد العالمي لكرة القدم (WFWI) أمام الكونغرس والفرع التنفيذي حول قضايا المرأة وتقاطعها مع السياسة الخارجية. ويتحدث المسؤولون التنفيذيون في WfWI بانتظام في المؤتمرات الدولية وفي الأوساط الإعلامية وفي وسائل الإعلام. فعاليات خاصة رفيعة المستوى (على سبيل المثال، مسيرات «شاركني في الجسر» التي تقام كل عام في اليوم العالمي للمرأة)، تغطية مطبوعة وبث، والكتب (الجانب الآخر للحرب في زينب سالبي) كلها تكتيكات في إستراتيجية WfWI لبناء فهم عالمي حول دور المرأة الذي لا غنى عنه في المجتمع المدني.
منذ عام 2016، نظمت WfWI حملة خيرية سنوية لجمع الأموال للنساء الناجيات من الحرب. ارتفعت مبيعات 2017 أكثر من 224000 دولار أمريكي.

## الجوائز
في سبتمبر 2006، كانت منظمة النساء من أجل النساء الدولية أول منظمة نسائية تحصل على جائزة كونراد هيلتون الإنسانية، وهي أكبر جائزة إنسانية في العالم تبلغ 1.5 مليون دولار. تقدم مؤسسة كونراد إن. هيلتون الجائزة السنوية إلى منظمة «تخفف بدرجة كبيرة من المعاناة الإنسانية». [5] «تتحمل النساء والأطفال الأعباء الكبرى لعدد غير مسبوق من الحروب والنزاعات الأهلية المحتدمة في جميع أنحاء العالم وغالبًا ما تترك لإعادة بناء وقال ستيفن إم هيلتون، رئيس مجلس الإدارة والرئيس التنفيذي لمؤسسة هيلتون:» يعيش الناس دون الحاجات الأساسية للبقاء أو وسيلة قابلة للحياة لكسب لقمة العيش والعناية بأسرهم". "أثبتت منظمة«نساء من أجل النساء الدوليات» أنه بإمكانها إحداث تغيير واستقرار داخل المجتمع من خلال تزويد النساء الناجيات بالأدوات والموارد لإعادة بناء حياتهن. كما تمنح المنظمة النساء التدريب والثقة للمشاركة في مجتمعاتهن، وفي النهاية وأضاف: «الهياكل الاقتصادية والسياسية والاجتماعية للأمة».
عندما قبلت Salbi ، مؤسس WfWI ، الجائزة، قالت: "إنها تعزز رؤيتنا بأن النساء الأقوى يبنون أممًا أقوى، وتشجعنا على العمل بجدية أكبر لإيصال أصوات وشواغل النساء التي نخدمها في المقدمة. [5] Amartya Sen وعلق المحلف الحائز على جائزة نوبل والحائز على جائزة هيلتون أيضا على الاختيار قائلاً إن نساء الحرب قضية مهملة وقد حددت WfWI الحاجة واستمرت لحماية ملايين الأرواح.

## روابط خارجية
- Women for Women International homepage
- The Other Side of War {dead link}written by Zainab Salbi, forward by Alice Walker, published by National Geographic, photography by Susan Meiselas, Sylvia Plachy and Lekha Singh.
- Charity Navigator Rating
- Guidestar Basic Listing
- Financial Report for 2011
- Women for Women International